# Microscopie trois photons
Ne doit pas être confondu avec Génération de troisième harmonique.
La microscopie trois photons (3PEF) ou microscopie excitée à trois photons est une microscopie à fluorescence à haute résolution basée sur un effet d'excitation non linéaire ,,. Différente de la microscopie à excitation à deux photons (2PEF), elle utilise trois photons d'excitation. Elle utilise généralement un laser de 1300 nm ou plus pour exciter les colorants fluorescents avec trois photons absorbés simultanément : ces colorants fluorescents émettent alors un photon dont l'énergie est légèrement inférieure à trois fois celle de chaque photon incident. Par rapport à la microscopie à deux photons, la microscopie à trois photons réduit le signal hors-focus en {\displaystyle 1/z^{4}} (z la profondeur), ce qui est deux fois plus que la microscopie à deux photons. De plus, la microscopie à trois photons utilise une lumière proche infrarouge avec moins d'effet de diffusion tissulaire, ce qui fait que la microscopie à trois photons a une résolution plus élevée que la microscopie conventionnelle.

## Concept
La fluorescence excitée à trois photons a été observée pour la première fois par Singh et Bradley en 1964 lorsqu'ils ont estimé la section efficace d'absorption à trois photons des cristaux de naphtalène . En 1996, Stefan W. Hell a conçu des expériences pour valider la faisabilité d'appliquer une excitation à trois photons à la microscopie à fluorescence à balayage, ce qui est venu confirmer le concept de fluorescence excitée à trois photons .
La microscopie trois photons partage quelques similitudes avec la 2PEF. Les deux utilisent la méthode de balayage ponctuel, et sont capables d'imager un échantillon 3D en ajustant la position de la lentille de mise au point dans les directions axiale et latérale. Les structures des deux systèmes ne nécessitent pas d'iris pour bloquer la lumière floue (hors focus). Cependant, la microscopie à trois photons diffère de la 2PEF par sa fonction d'étalement du point (PSF), sa résolution, leur profondeur de pénétration, leur résistance à la lumière floue et la force du photoblanchiment.
Dans une excitation à trois photons, le fluorophore absorbe trois photons presque simultanément. La longueur d'onde du laser d'excitation est d'environ 1200 nm ou plus en microscopie à trois photons, et la longueur d'onde d'émission est inférieure au tiers de la longueur d'onde d'excitation. La microscopie à trois photons a une pénétration plus profonde puisque la bande d'absorption optique la plus basse du tissu est de 1050 à 1100 nm, ce qui se situe dans la plage de 400 à 2400 nm. Cependant, le microscope à trois photons a besoin du laser avec une puissance plus élevée en raison de la section efficace relativement plus petite des colorants pour une excitation à trois photons, qui est de l'ordre {\displaystyle 10^{-83}{\text{cm}}^{6}(s/{\text{photon}})^{2}}, ce qui est beaucoup plus petit que les sections d'excitation à deux photons typiques de {\displaystyle 10^{-49}{\text{cm}}^{4}s/{\text{photon}}}. Les impulsions ultracourtes sont généralement d'environ 100 fs.

## Resolution
Pour la microscopie à balayage par fluorescence à trois photons (3PEF), la fonction d'étalement de l'intensité en trois dimensions (IPSF) peut être notée:{\displaystyle h_{i}(\nu ,u)=\left|I_{1}(\nu /3,u/3)\right|^{3}I_{2}(\nu ,u)\otimes _{3}D},
où {\displaystyle \otimes _{3}} dénote l'opération de convolution 3-D, {\displaystyle D} dénote la sensibilité (en intensité) d'un détecteur de lumière incohérente, et {\displaystyle I_{1}(\nu ,u)}, {\displaystyle I_{2}(\nu ,u)} l'IPSF 3D pour l'objectif et le collecteur en fluorescence à  un seul photon, respectivement. La IPSF 3D {\displaystyle I_{1}(\nu ,u)} peut être exprimée par:{\displaystyle I_{1}(\nu ,u)=\left|\int _{0}^{1}2J_{0}(\nu \rho )\exp(iu/2)\rho d\rho \right|^{2}},
où {\displaystyle J_{0}} est une fonction de Bessel du 1er type d'ordre zéro. Les coordonnées axiales et radiales {\displaystyle u} et {\displaystyle \nu } sont définies par:{\displaystyle u=(8\pi /\lambda _{f})z\sin ^{2}(\alpha _{0}/2)} et
{\displaystyle \nu =(2\pi /\lambda _{f})r\ \sin \ \alpha _{0}},
où {\displaystyle \alpha _{0}} est l'ouverture numérique de l'objectif, {\displaystyle z} est la pforondeur de focalisation, et {\displaystyle r} la coordonnée radiale.

## Couplage avec d'autres techniques multiphotoniques
Des images corrélatives peuvent être obtenues en utilisant différents techniques multiphotoniques telles que la  2PEF, la 3PEF et la génération de troisième harmonique (THG), en parallèle (puisque les longueurs d'onde correspondantes sont différentes, elles peuvent être facilement séparées sur différents détecteurs). Une image multicanal (composite) est ensuite construite .
La 3PEF est également comparée à la  2PEF: elle donne généralement une diminution plus faible du rapport signal / bruit (RSB) avec la profondeur, même si le signal fluorescent émis est plus petit que la 2PEF.

## Développement
Après que la fluorescence excitée à trois photons eu été observée par Singh et Bradley et validée par Hell, Chris Xu a rapporté la mesure de sections efficaces d'excitation de plusieurs chromophores et indicateurs biologiques de base, ce qui a prouvé la possibilité de coupler la fluorescence excitée à trois photons à la microscopie à balayage laser . En novembre 1996, David Wokosin a appliqué la fluorescence d'excitation à trois photons pour l'imagerie d'échantillons biologiques fixés, in vivo.
En 2010, la microscopie à trois photons est développée. En janvier 2013, Horton, Wang et Kobat réalisent l'imagerie in vivo d'un cerveau de souris intact en utilisant une méthode de microscope trois photons à balayage. En mai 2017, Rowlands développe un microscope trois photons plein-champ (wide-field), pour bénéficier (entre autres) d'une plus grande profondeur de pénétration. Enfin en octobre 2018, T Wang, D Ouzounov et C Wu ont pu imager le système vasculaire et GCaMP6 calcium en utilisant un microscope à trois photons.

## Applications
La microscopie à trois photons a des domaines d'application similaires à la microscopie par excitation à deux photons, y compris les neurosciences, et l'oncologie . Cependant, par rapport à une excitation standard à un photon ou à deux photons, l'excitation à trois photons présente plusieurs avantages tels que l'utilisation de longueurs d'onde plus grandes réduisant les effets de la diffusion de la lumière et augmentant la profondeur de pénétration du faisceau d'excitation de l'échantillon. La nature non linéaire de la microscopie à trois photons confine l'excitation à un volume plus petit, réduisant le signal hors-focus et minimisant le photoblanchiment sur l'échantillon biologique. Ces avantages de la microscopie à trois photons lui permettent de visualiser la morphologie et la physiologie tissulaires in vivo et ex vivo au niveau cellulaire au plus profond des tissus diffusants , et permet une imagerie volumétrique rapide . Dans une étude récente, Xu a démontré le potentiel de l'imagerie à trois photons pour des études non invasives de systèmes biologiques vivants. Il utilise une microscopie à fluorescence à trois photons excitée à 1320 nm pour imager la structure et le fonctionnement du cerveau de la souris à travers le crâne, avec une résolution spatiale et temporelle élevées (la FWHM latérale et axiale étaient de 0,96 μm et 4,6 μm respectivement), ainsi que de grands champs de vue (FOV, centaines de µm), à une profondeur assez importante (> 500 μm). Ce travail démontre l'avantage d'une excitation non-linéaire d'ordre supérieur pour l'imagerie à travers une couche hautement diffusante, qui s'ajoute aux avantages précédemment signalés de la 3PEF pour l'imagerie profonde d'échantillons densément marqués.

## Voir également
- Microscopie par excitation à deux photons
- Balayage laser (en)
- Optique non linéaire